# Манхар бланко
Манха́р бла́нко (ісп. Manjar blanco) — назва декількох різновидів ласощів в іспаномовних країнах. В Іспанії це желе. В Америці, особливо в (Південній Америці) так називається солодка біла молочна паста, яка використовується для намазування або як начинка для випічки. Ця назва в Латинській Америці іноді використовується як взаємозамінна з дульсе де лече або cajeta (кахе́та), але зазвичай ці терміни належать до ласощів, приготування яких відрізняється від описуваного.

## Іспанія
Манхар бланко в Іспанії та інших частинах Європи належить до десерту, більш відомому як желе, яке має консистенцію, подібну желатину (на ділі сучасні різновиди часто роблять з додаванням желатину). В Середньовіччі цю страву готували з курки або риби, рису, цукру та молока (або мигдалевого молока) та інших інгредієнтів (ймовірно, на страву вплинула арабська кухня мусульманської Іспанії і мусульманської Сицилії). Зараз головними інгредієнтами страви в Іспанії стали молоко, мигдаль, кукурудзяний крохмаль або желатин і цукор. Іспанські варіанти страви часто відрізняються від французьких або англійських.

## Південна Америка

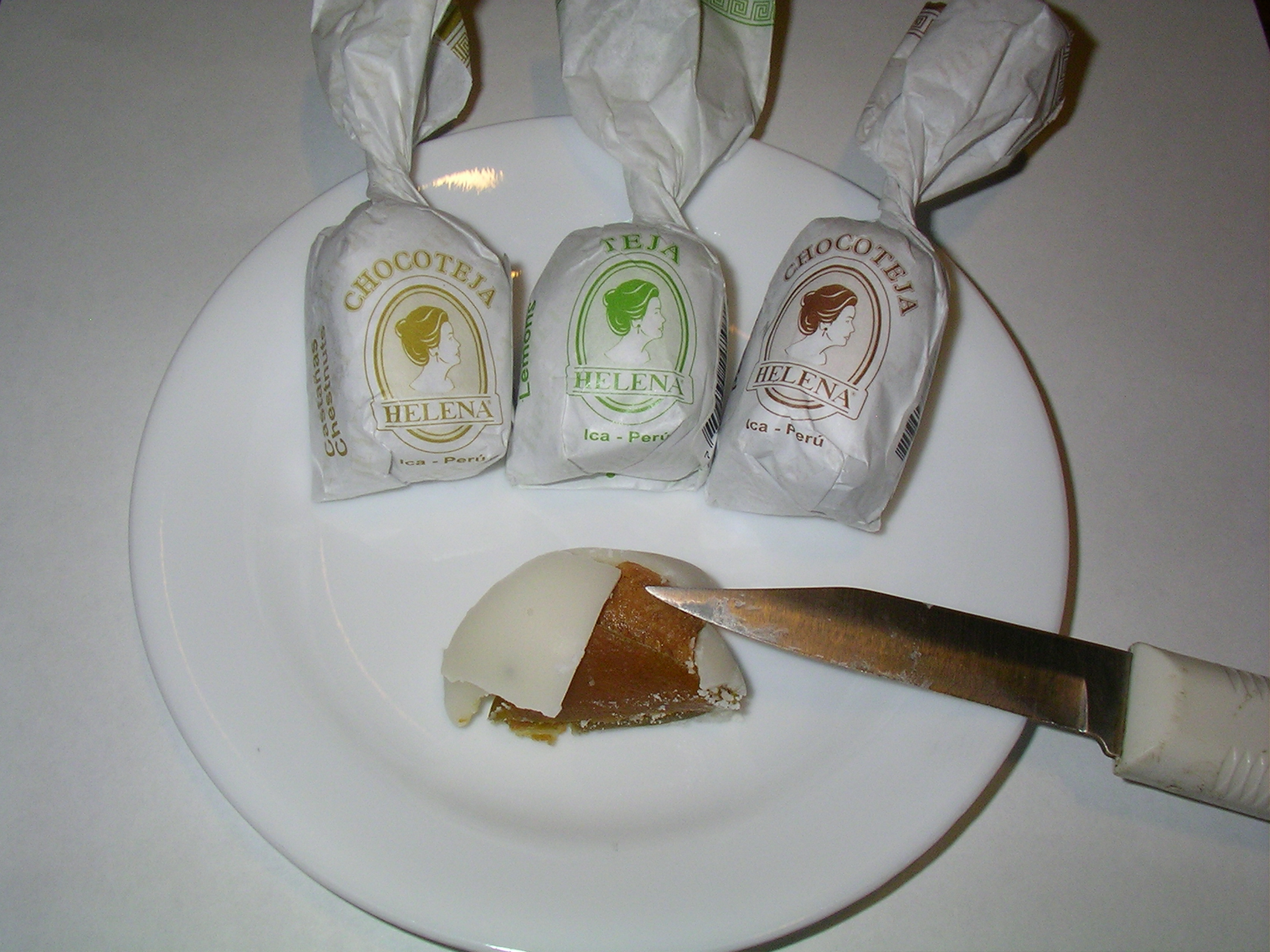
Перуанські teja c Manjar blanco всередині

Назва Manjar blanco відомо в Перу, Колумбії та Чилі. Воно належить до набору схожих страв, які традиційно готуються повільним варінням молока з поступовим додаванням цукру до загустіння і зменшення об'єму. У деяких областях додають додаткові інгредієнти: ванільні боби, сік цитрусових, корицю і навіть рис. Для запобігання пригорання використовується зазвичай водяна баня. В результаті виходить біла або кремова густа паста, подібна згущеному молоку, але більш густа.
Манхар бланко може використовуватися для намазування на хліб, або як начинка для різної випічки, наприклад альфахора і teja (те́ха).

### Колумбія
Манхар бланко — традиційна різдвяна страва в Колумбії, поряд з натільяс. Її роблять з молока, рису і цукру; суміш довго уварюють, поки не вийде потрібна текстура. Ці ласощі продають під час Різдва в магазинах, але багато хто прагне самостійно варити його вдома.

## Філіппіни
Філіппінська адаптація цього десерту називається майя-бланка, і в ній замість молока використовується кокосове молоко, кукурудзяний крохмаль або гуламан (загущувач з водоростей) і цукор. До нього також часто додають кукурудзяні зерна, і ця варіація відома як maja blanca con maiz.